# Siniša Skelin
Siniša Skelin (ur. 14 lipca 1974 r. w Splicie) – chorwacki wioślarz, srebrny medalista w wioślarskiej dwójce bez sternika podczas Letnich Igrzysk Olimpijskich w Atenach.

## Osiągnięcia
- Mistrzostwa Świata – Tampere 1995 – ósemka – 13. miejsce[2].
- Igrzyska Olimpijskie – Atlanta 1996 – czwórka bez sternika – 7. miejsce[1][2].
- Mistrzostwa Świata – Kolonia 1998 – czwórka ze sternikiem – 2. miejsce[1][2].
- Mistrzostwa Świata – St. Catharines 1999 – czwórka bez sternika – 15. miejsce[2].
- Igrzyska Olimpijskie – Sydney 2000 – ósemka – 3. miejsce[1][2].
- Mistrzostwa Świata – Lucerna 2001 – ósemka – 2. miejsce[1][2].
- Mistrzostwa Świata – Sewilla 2002 – dwójka bez sternika – 3. miejsce[1][2].
- Mistrzostwa Świata – Mediolan 2003 – dwójka bez sternika – 2. miejsce[1][2].
- Igrzyska Olimpijskie – Ateny 2004 – dwójka bez sternika – 2. miejsce[1][2].
- Mistrzostwa Świata – Gifu 2005 – dwójka bez sternika – 6. miejsce[1][2].
- Mistrzostwa Świata – Monachium 2007 – dwójka bez sternika – 10. miejsce[1][2].
- Igrzyska Olimpijskie – Pekin 2008 – dwójka bez sternika – 12. miejsce[1][2].